# سیارک ۸۲۱۸
سیارک ۸۲۱۸ (به انگلیسی: 8218 Hosty، نامگذاری:1996JH) هشت هزار و دویست و هجدهمین سیارک کشف شده‌است که در ۸ مه ۱۹۹۶ کشف شد.
قدر مطلق سیارک برابر ۱۴٫۴۰ است.